# Amandine Mengin
Amandine Mengin (* 3. Oktober 2004) ist eine französische Biathletin. Sie wurde 2025 Vizeeuropameisterin im Sprint.

## Sportliche Laufbahn
Ihr internationales Debüt gab Amandine Mengin im März 2022 im Rahmen des um ein Jahr verschobenen Olympischen Jugendfestivals in Vuokatti und wurde mit jeweils fehlerfreiem Schießen Achte des Sprints und Dritte im Einzel, was mit dem Gewinn der Bronzemedaille einherging. Mit der Mixedstaffel gelang ihr zudem das Erreichen der Goldmedaille. In den folgenden Saisons wurde sie nicht für internationale Einsätze nominiert, sondern startete im Coupe de France, vornehmlich aber auf Juniorenebene. Zu Beginn der Saison 2024/25 gab die Französin in Ridnaun ihren Einstand im IBU-Junior-Cup und erreichte im Sprint schnell einen Podestplatz, bei der nächsten Wettkampfstation im Goms siegte sie in einem Single-Mixed-Wettkampf erstmals und wurde Zweite im Massenstart. Nach dem Jahreswechsel wurde sie als Ersatz für die unerwartet zurückgetretene Chloé Chevalier in den IBU-Cup-Kader berufen und startete folglich erstmals international auf Erwachsenenebene. Ihren ersten Wettkampf, einen Sprint am Arber, absolvierte Mengin ohne Schießfehler und konnte diesen mit einem Abstand von knapp vier Sekunden auf Sophie Chauveau auf Anhieb für sich entscheiden. Nach einem zweiten Rang im zwei Tage darauf stattfindenden Sprint traf sie im zugehörigen Verfolgungswettkampf erneut alle Scheiben und sicherte sich ihren zweiten Sieg. Dementsprechend wurde die Französin auch für die Europameisterschaften nominiert und gewann, nachdem sie im Einzel den vierten Platz belegt hatte, hinter Anna-Karin Heijdenberg Silber im Sprint und damit ihre erste internationale Medaille auf Erwachsenenebene. Auch mit der Staffel gelang ihr der Gewinn der Silbermedaille. An den Juniorenweltmeisterschaften nahm sie ebenfalls zum ersten Mal teil und sicherte sich drei weitere Male Edelmetall, darunter Silber im Einzel und Gold mit Célia Henaff, Voldiya Galmace-Paulin und Anaëlle Bondoux im Staffelbewerb. Da sie am Saisonende den siebten Platz in der IBU-Cup-Gesamtwertung belegte, bekam Mengin außerdem einen Startplatz beim Weltcupfinale in Oslo und schloss das dortige Sprintrennen nach zwei Schießfehlern als 64. ab.

## Persönliches
Mengin stammt aus La Bresse in den Vogesen.

## Statistiken

### Weltcupplatzierungen
Die Tabelle zeigt alle Platzierungen (je nach Austragungsjahr einschließlich Olympische Spiele und Weltmeisterschaften).
- 1.–3. Platz: Anzahl der Podiumsplatzierungen
- Top 10: Anzahl der Platzierungen unter den ersten zehn (einschließlich Podium)
- Punkteränge: Anzahl der Platzierungen innerhalb der Punkteränge (einschließlich Podium und Top 10)
- Starts: Anzahl gelaufener Rennen in der jeweiligen Disziplin
- Staffel: inklusive Mixed- und Single-Mixed-Staffeln

| Platzierung               | Einzel | Sprint | Verfolgung | Massenstart | Staffel | Gesamt |
| ------------------------- | ------ | ------ | ---------- | ----------- | ------- | ------ |
| 1. Platz                  |        |        |            |             |         |        |
| 2. Platz                  |        |        |            |             |         |        |
| 3. Platz                  |        |        |            |             |         |        |
| Top 10                    |        |        |            |             |         |        |
| Punkteränge               |        |        |            |             |         |        |
| Starts                    |        | 1      |            |             |         | 1      |
| Stand: Saisonende 2024/25 |        |        |            |             |         |        |

### Juniorenweltmeisterschaften
Ergebnisse bei den Juniorenweltmeisterschaften:
| Weltmeisterschaften | Weltmeisterschaften | Einzelwettbewerbe | Einzelwettbewerbe | Einzelwettbewerbe | Staffelwettbewerbe | Staffelwettbewerbe |
| Jahr                | Ort                 | Einzel            | Sprint            | Massenstart 60    | Frauenstaffel      | Mixedstaffel       |
| ------------------- | ------------------- | ----------------- | ----------------- | ----------------- | ------------------ | ------------------ |
| 2025                | Östersund           | 2.                | 3.                | 4.                | 1.                 | 2.                 |

### IBU-Cup-Siege
| Nr. | Datum         | Ort   | Disziplin  |
| --- | ------------- | ----- | ---------- |
| 1.  | 9. Jan. 2025  | Arber | Sprint     |
| 2.  | 12. Jan. 2025 | Arber | Verfolgung |

### Junior-Cup-Siege
| Nr. | Datum         | Ort  | Disziplin              |
| --- | ------------- | ---- | ---------------------- |
| 1.  | 18. Dez. 2024 | Goms | Single-Mixed-Staffel 1 |